# Worth It (YK Osiris)
Worth It è un singolo del rapper e cantante YK Osiris pubblicato l'8 febbraio 2019 come secondo estratto dal suo album in studio di debutto The Golden Child, da Universal Music Group e Def Jam Recordings.

## Descrizione
Il singolo prodotto da MGeezy, MC Supreme, Taz Taylor, Kiwi e da Travis Mills è composto in chiave di Fa minore con un ritmo di 124 battiti per minuto.

## Successo commerciale
Worth It è stata la prima canzone dell'artista a debuttare nella Billboard Hot 100 raggiungendo il 48º posto. Il 20 ottobre 2020 è stato certificato triplo disco di platino dalla Recording Industry Association of America e disco d'oro in Inghilterra.

## Remix
Il remix della canzone che vede la partecipazione di Tory Lanez e Ty Dolla Sign, è contenuto nell'album stesso insieme alla versione originale.

## Tracce
Testi di Sean Momberger, KC Supreme, Kiwi, Travis Mills, Taz Taylor, Orlando Woods Jr, Melvin Goggins Jr e Osiris Williams, musiche di Sean Momberger, MGeeZy, KC Supreme, Taz Taylor, Kiwi e Travis Mills.
1. Worth It – 3:09

Download digitale - Remix
1. Worth It (feat. Tory Lanez, Ty Dolla $ign) (Remix) – 3:48

## Classifiche

### Classifiche settimanali
| Classifica (2019) | Posizione massima |
| ----------------- | ----------------- |
| Canada            | 87                |
| Regno Unito       | 84                |
| Stati Uniti       | 48                |

### Classifica di fine anno
| Classifica (2019) | Posizione |
| ----------------- | --------- |
| Stati Uniti       | 77        |